# Erwin Preuschen
Erwin Friedrich Ferdinand Wilhelm Preuschen (Ortenberg (Assia), 8 gennaio 1867 – Pohlheim, 25 maggio 1920) è stato un teologo e presbitero tedesco di fede evangelica, specializzato nel Nuovo Testamento e nella storia della Chiesa.
Il suo volume intitolato Vollständiges Griechisch-Deutsches Handwörterbuch zu den Schriften des Neuen Testaments und der übrigen urchristlichen Literatur (del 1910) fu alla base della prima edizione del Bauer's Lexicon inglese.

## Biografia
Figlio di un pastore, Erwin Preuschen conseguì la maturità a Giessen, dove studiò teologia dal 1866 al 1869. Successivamente, frequentò il Seminario teologico di Friedberg, affiliato alla Chiesa luterana nazionale dell'Assia. Sostenuto l'esame di abilitazione all'insegnamento universitario all'interno della Chiesa, divenne assistente ricercatore di Adolf von Harnack. Nel 1894 completò il dottorato in filosofia e, fino al 1897, rivestì vari incarichi pastorali nell'Assia, da ultimo come parroco presso la Hofkirche di Darmstadt. Dal 1897 al 1908 insegnò religione presso il Liceo Classico-Ginnasio "Ludwig-Georg" di Darmstadt.
Nel 1904 ricevette un dottorato honoris causa dalla Facoltà Teologica di Giessen. Dal 1908 al 1918 fu parroco a Hirschhorn. Dal 1914 fu anche come professore supplente all'Università di Heidelberg. Nel 1918 fu nominato professore associato di storia ecclesiastica territoriale a Giessen.
Morì improvvisamente il 25 maggio 1920 a causa di un disturbo allo stomaco, prima di ottenere la cattedra di Nuovo Testamento a Giessen.
L'agronomo Gerhardt Preuschen era suo figlio.

## Importanza per la teologia
Il volume intitolato Griechisch-deutsche Taschenwörterbuch zum Neuen Testament (Dizionario tascabile greco-tedesco del Nuovo Testamento) è un'opera di riferimento nel panorama dei dizionari biblici dell'NT.
Il Vollständiges Griechisch-Deutsches Handwörterbuch zu den Schriften des Neuen Testaments und der übrigen urchristlichen Literatur  (del 1910) fu alla base della prima edizione del Bauer's Lexicon inglese.
Preuschen fu fondatore e redattore del Zeitschrift für die Neutestamentliche Wissenschaft (Rivista per una scienza del Nuovo Testamento), rivista accademica sottoposta a revisione paritaria, che si occupa della storia del Cristianesimo primitivo fino alla Patristica.
Nei suoi numerosi saggi Preuschen si occupò del testo e del canone neotestamentario, degli apocrifi del Nuovo Testamento e della Gnosi, della storia della Chiesa primitiva (compresi Eusebio, Tertulliano e Origene) e della storia territoriale della Chiesa dell'Assia.

## Opere selezionate
- Analecta Kürzere Texte zur Geschichte der alten Kirche und des Kanons, Mohr, Friburgo in Brisgovia e Lipsia 1893.
- Mönchtum und Sarapiskult: Eine religionsgeschichtliche Abhandlung, 2ª edizione, Ricker´sche Giessen 1903.
- Vollständiges griechisch-deutsches Handwörterbuch zu den Schriften des Neuen Testaments und der übrigen urchristlichen Literatur, Töpelmann, Giessen 1910.
- Diatessaron aus dem Arabischen übersetzt mit einer einleitenden Abhandlung und textkritischen Anmerkungen hrsg. von August Pott. Winters, Heidelberg 1926.